# Iraniobia mirzayani
Iraniobia mirzayani is een rechtvleugelig insect uit de familie Dericorythidae. De wetenschappelijke naam van deze soort is voor het eerst geldig gepubliceerd in 1967 door Descamps.